# Mandy Mystery
Mandy Mystery (* 14. Dezember 1973; eigentlich Nicole Hauser) ist eine deutsche Pornodarstellerin.

## Biografie
Nicole Hauser schloss zunächst eine Lehre als Bäckereifachverkäuferin ab, bis sie 1994 von einem Bekannten angesprochen wurde, ihn doch auf einen Pornodreh zu begleiten. Da an diesem Tag zufällig eine Darstellerin ausfiel, wurde sie gefragt, ob sie nicht einspringen wolle. Nach anfänglichem Zögern ließ sie sich zum Dreh überreden und startete so ihre Karriere in der Pornobranche.
Schnell avancierte Hauser zu einer gefragten Darstellerin. Sie drehte Filme in der Schweiz, in Paris und in Deutschland. Sie drehte mit bekannten Regisseuren wie Hans Billian, Joe D’Amato, Mario Salieri, Max Hardcore und Chris Charming. Bevorzugte Partner sind Conny Dachs und Titus Steel. Hauser hat unter anderem unter den Pseudonymen Nicky Luett, Nicci Lütt, Mandy Misteri, Mandy Mistery, Mandy Mystery, Nicki und Nicole gearbeitet.
Mittlerweile hat Hauser mit der Mandy-Mystery-Line eine eigene Filmreihe sowie eine eigene Wäsche- und Toy-Kollektion. Sie ist verheiratet.

## Auszeichnungen
- 2002: Venus Award: Beste Darstellerin, Beste Produktkampagne mit der "Mandy-Mystery-Line"